# Andrij Czich
Andrij Andrijowycz Czich, ukr. Андрій Андрійович Чіх (ur. 28 maja 1969 r. we Lwowie) – ukraiński piłkarz, grający na pozycji napastnika lub obrońcy, trener piłkarski.

## Kariera klubowa
W 1987 rozpoczął karierę piłkarską w drużynie rezerw Metalista Charków. W następnym roku bronił barw zespołu amatorskiego Iskra Busk, po czym został powołany do służby wojskowej. Po zwolnieniu z wojska zasilił skład klubu Karpaty Kamionka Bużańska. W 1992 debiutował w mistrzostwach Ukrainy w barwach Hazowyka Komarno. Potem wrócił do Karpat Kamionka Bużańska. W sezonie 1993/94 grał w Cementnyku Mikołajów. Latem 1994 wyjechał do Czech, gdzie przez pół roku bronił barw klubu Tatran Litovel. Następnie występował ponownie w Karpatach Kamionka Bużańska oraz zespołach Hałyczyna Drohobycz, Dnister Sambor i Promiń Sambor. Po zakończeniu sezonu 1998/99 zakończył karierę piłkarską w klubie Dynamo Lwów.
Po wygaśnięciu kontraktu w lipcu 2013 opuścił krymski klub, a już wkrótce 12 lipca podpisał kontrakt z Howerłą Użhorod.

## Kariera trenerska
Po zakończeniu kariery piłkarza rozpoczął pracę szkoleniowca. Najpierw prowadził od lipca 1999 do czerwca 2000 rodzimy klub Dynamo Lwów. W 2002 (do września) stał na czele drużyny Sokił Złoczów. W lipcu 2006 został zaproszony do sztabu szkoleniowego FK Lwów, w którym pracował do 6 kwietnia 2007. Od 15 sierpnia 2007 do czerwca 2008 pomagał trenować Wołyń Łuck. W latach 2009–2010 prowadził zespół Naftusia Schodnica. Od lutego do czerwca 2012 ponownie pracował jako asystent trenera w FK Lwów. 4 czerwca 2012 został zaproszony przez Ołeha Łużnego do Tawrii Symferopol, gdzie pracował do 15 czerwca 2013. W 2014 po raz kolejny wrócił do FK Lwów. W sierpniu 2016 stał na czele FK Lwów. 6 maja 2018 za obopólną zgodą kontrakt został rozwiązany.
Od 2019 pełnił funkcję doradcy w zespole amatorskim Feniks Podmanasterz, a w 2021 awansował na stanowisko głównego trenera klubu, który startował w Pucharze Ukrainy.